# Atherix
Atherix är ett släkte av tvåvingar. Atherix ingår i familjen snäppflugor.

## Arter inomAtherix(urval)
- Atherix ibis (Bäckbroms)
- Atherix oculata
- Atherix picea
- Atherix unicolor